# Чуваські Тім'яші
Чува́ські Тім'яші́ (рос. Чувашские Тимяши, чув. Чăваш Тимеш) — село у складі Ібресинського району Чувашії, Росія. Адміністративний центр Чувасько-Тім'яського сільського поселення.
Населення — 850 осіб (2010; 915 у 2002).
Національний склад:
- чуваші — 99 %